# Ciąg pieszy
Ciąg pieszy – ogólnie dostępna, przestrzennie wydzielona trasa piesza, prowadzona samodzielnie, niezależnie od trasy kołowej, bogato zazieleniona i wyposażona w drobne elementy wypoczynku, kształtowana w postaci alei lub utrzymana w formie swobodnej. Przechodzi ona przez tereny atrakcyjne krajobrazowo i architektonicznie, umożliwiając wglądy na eksponowane widokowo elementy w otaczającej przestrzeni.